# GULAG-arkipelagen
GULAG-arkipelagen 1918–1956: ett försök till konstnärlig studie (rysk titel: Архипелаг ГУЛАГ / Archipelag GULAG) är en idéroman av Aleksandr Solzjenitsyn. Verket, som tillkom åren 1958–1968, publicerades av förlaget Éditions du Seuil i Paris i december 1973, med författarens tillstånd på förhand, vilket inte alltid hade varit fallet med hans tidigare utgivningar i Västeuropa. Boken förenar drag av roman, dokumentation av den ryska stalinismens värld av läger och fängelser, memoarer, historieskrivning och psykologisk, moralisk och sociologisk essä. Den är ett av författarens mest centrala verk och samtidigt ett av de verk över huvud taget som spelat störst roll för att göra omvärlden fullt medveten om Stalinismens övergrepp och brott och om det sovjetiska deportationssystemet.

## Tillkomst, publicering och mottagande
Aleksandr Solzjenitsyn tillbringade åtta år i läger och fängelser, åren 1945–1953, och han insåg efter sin frigivning att han hade en moralisk plikt att förmedla denna erfarenhet, trots att han var tveksam till om den skulle kunna återberättas öppet under hans egen livstid. När han efter lång tvekan lämnade ifrån sig En dag i Ivan Denisovitjs liv (1962) och fick denna kortroman utgiven med Chrusjtjovs godkännande, hade han passerat ett första hinder, men han insåg att ett bredare försök att beskriva fångarnas värld var ett helt annat slags företag och att det inte skulle kunna publiceras i hemlandet utan radikala politiska förändringar. Trots det förblev den olagliga boken ett centralt fokus i hans verksamhet. Han samlade i hemlighet in vittnesmål från många före detta fångar, så småningom över 200 personer, återberättade och diskuterade dem, läste lagar och utgivna dokument från Stalintiden och från Lenins år vid makten, och formade det till en mångsidig historisk och psykologisk undersökning av lägrens och fängelsernas verklighet.
Bokens titel syftar på lägeröverstyrelsen GULAG, den myndighet som administrerade korrektionsarbetsläger och straffarbete i Sovjetunionen, och vars installationer och förbindelser likt en övärld sträckte sig över hela landet. De båda orden "GULAG" och "GULAG-arkipelagen" har senare kommit att bli stående uttryck för den värld av läger, fängelser, svält och avrättningar som beskrivs i boken.
Verket avslutades 1968 och en mikrofilmad kopia av det renskrivna manuskriptet smugglades i hemlighet ut till författarens juridiska ombud Fritz Heeb i Schweiz. KGB hade nåtts av uppgifter om boken och i augusti 1973 greps en av dem som Solzjenitsyn tidigare anlitat för att göra renskrifter på maskin under arbetet och gömma manuskript, Elizabeta Voronjanskaja. Efter tortyr erkände hon sitt innehav av ett komplett exemplar av boken, vilket konfiskerades av KGB i hennes lägenhet. Efter att hon släppts tog hon sitt liv. Solzjenitsyn fick i början av september veta att KGB nu hade en kopia av hans bok, något som gjorde hans egen redan riskabla situation än farligare. I detta läge beslöt Solzjenitsyn att ge klartecken för publicering utomlands, utan att veta hur Moskva skulle reagera. Det ursprungliga, maskinskrivna manuskriptet (som hade förts vidare till några kopior) stannade kvar i Sovjetunionen efter Solzjenitsyns utvisning i februari 1974; hans övriga dokument, bibliotek och manuskript fördes däremot ut, till stor del i hemlighet. GULAG-manuskriptet gömdes av en dotter till författarens vän och medfånge Arnold Susi, som nämns i bokens första del. Heli Susi bevarade manuskriptet i sitt hemland Estland till dess detta blev en självständig republik.
Publiceringen i Paris annandag jul 1973 var en sensation, och när man hunnit få en bild av verkets konturer blev det också tydligt att Sovjetunionen skulle bli tvunget till någon sorts åtgärder. Solzjenitsyn var visserligen inte den förste som beskrivit lägren och tvångsarbetet, men mycket få hade gjort det med samma bredd, täthet och konkretion, och aldrig tidigare hade en så känd författare tagit till orda. Reaktionerna i Västeuropa var starkt positiva, boken hyllades i de flesta tidningar som ett epokgörande och modigt verk. Även författare och kritiker som stod till vänster beskrev den som en avgörande insats; stora delar av den radikala opinionen i Europa hade inget intresse av att försvara Sovjetunionen eller urskulda brott som redan Chrusjtjov hade antytt avståndstagande från i sitt "hemliga tal" 1956, även om han gjort det i långt mindre kategoriska termer än Solzjenitsyn visade sig göra.
I Moskva var regimens organ till en början avvaktande, men efter någon vecka började TASS skicka ut kommunikéer som stämplade Solzjenitsyn som en antisovjetisk propagandist. Den stigande floden av attacker i media utmynnade i början av februari i att författaren kallades till åklagarämbetet; han vägrade infinna sig, eftersom detta uppenbart vore ett första steg till ett åtal för landsförräderi. Den 12 februari 1974 greps Solzjenitsyn i sitt hem  och utvisades några dagar senare. I och med hans utflyttning till Schweiz och vissa sidor av hans politiska engagemang i exil kom bilden av honom ibland att bli mer kontroversiell, men detta hindrade inte att GULAG-arkipelagen under sin fortsatta utgivning i väst, sammanlagt sju delar, erövrade en plats som den ledande beskrivningen av den stalinistiska fångvärlden och kom att utöva ett stort inflytande på många olika slags politiska ställningstaganden. I hemlandet publicerades verket öppet först 1989, men spreds innan dess underjordiskt via samizdat.

## Struktur
Verket består av sju delar, i Sverige utgivna i tre (i pocket fyra) volymer.
- 1. Fängelseindustrin (om arrestering, rannsakning, rättegångar och fängelsestraff)
- 2. Evig rörelse (om transporter till och mellan läger och fängelser)
- 3. Dödsarbetslägren (om de egentliga lägrens historia, vardag och organisation)
- 4. Själen och taggtråden (om den mentala sidan av att leva i läger)
- 5. Straffarbete
- 6. Förvisning
- 7. Efter Stalin

Del 1-2 fördes i Sverige samman i ett band som hårdbunden bok, men blev separata i paperback. Del 3-4 utgör i den svenska inbundna utgåvan band 2, del 5–7 band 3. Delarna 1-4 är översatta av Hans Björkegren, delarna 5-7 av Sven Vallmark.
Solzjenitsyn berättar inledningsvis att verket bygger på vittnesmål från 227 personer som han haft kontakt med, på hans egna erfarenheter och på tryckt material, ofta svårtillgängliga texter — lagar, tidningsartiklar m.m. — från 1920- och 1930-talen. Även om boken delvis kan läsas som ett slags undersökande reportage från helvetet gräver den också upp lagstiftning och förändringar i de metoder man använde för att hålla fångarna under kontroll eller bryta ner dem, utvecklat i essäistiska, historiska eller satiriska avsnitt som är starkt präglade av Solzjenitsyns eget sökande i historien och hans drift att förstå det som hänt.
Redan den första delen företar en genomgång av vilka grupper som slussades in i GULAG, av de tekniker regimen använde för att manipulera olika grupper och personer i avsikt att avvärja motstånd, och av de sensationella rättegångar som var en del av Stalin-tidens politiska kultur. Solzjenitsyn visar att bruket av dessa processer började långt innan Stalin blev diktator och han fullföljer detta i del 3 med att visa hur Lenin gav avgörande impulser till den sovjetiska strafflagens artikel 58, som under Stalin blev ett synnerligen smidigt instrument för att främja den interna säkerheten och döma så kallade skadliga personer. Tendensen att härleda det stalinistiska systemets brutalitet tillbaka till Lenin är en central punkt i GULAG-arkipelagen, men också en av de mest omstridda.